# Damyang
Damyang (coreeană: 담양군) este un oraș din Coreea de Sud.